# Superlicencia de la FIA
La Superlicencia de la FIA es una licencia que permite a los pilotos de carreras tomar parte en los Grandes Premios de Fórmula 1. La licencia se concede a los pilotos que alcanzan diversos logros en sus carreras deportivas, o en casos excepcionales, a los que hayan demostrado una excepcional habilidad a bordo de los monoplazas y hayan acumulado un total de 300 kilómetros a bordo de un F1.

## Requisitos
Los pilotos deben obtener al menos 40 puntos durante un periodo de 3 años. Los pilotos que se queden en los 30 puntos (Se tomará en consideración el mayor número de puntos acumulados en las tres mejores temporadas disputadas en los últimos cuatro años) deberán demostrar cualidades suficientes para obtener la súper licencia, que básicamente serán los 300 km que han de hacer con un F1, o incluso ni eso. Si han tenido actuaciones destacadas, aunque no hayan logrado puntuar por consecuencias ajenas. Los puntos se establecen conforme a esta tabla:
| Series                                                | Posición en el campeonato | Posición en el campeonato | Posición en el campeonato | Posición en el campeonato | Posición en el campeonato | Posición en el campeonato | Posición en el campeonato | Posición en el campeonato | Posición en el campeonato | Posición en el campeonato |
| Series                                                | 1.º                       | 2.º                       | 3.º                       | 4.º                       | 5.º                       | 6.º                       | 7.º                       | 8.º                       | 9.º                       | 10.º                      |
| ----------------------------------------------------- | ------------------------- | ------------------------- | ------------------------- | ------------------------- | ------------------------- | ------------------------- | ------------------------- | ------------------------- | ------------------------- | ------------------------- |
| Campeonato de Fórmula 2 de la FIA                     | 40                        | 40                        | 40                        | 30                        | 20                        | 10                        | 8                         | 6                         | 4                         | 3                         |
| IndyCar Series                                        | 40                        | 30                        | 20                        | 10                        | 8                         | 6                         | 4                         | 3                         | 2                         | 1                         |
| Campeonato de Fórmula 3 de la FIA                     | 30                        | 25                        | 20                        | 15                        | 12                        | 9                         | 7                         | 5                         | 3                         | 2                         |
| Campeonato Mundial de Fórmula E de la FIA             | 30                        | 25                        | 20                        | 10                        | 8                         | 6                         | 4                         | 3                         | 2                         | 1                         |
| Campeonato Mundial de Resistencia de la FIA LMP1      | 30                        | 24                        | 20                        | 16                        | 12                        | 10                        | 8                         | 6                         | 4                         | 2                         |
| Campeonato de Fórmula Regional Europea                | 25                        | 20                        | 15                        | 10                        | 7                         | 5                         | 3                         | 2                         | 1                         | 0                         |
| Campeonato de Super Fórmula Japonesa                  | 25                        | 20                        | 15                        | 10                        | 7                         | 5                         | 3                         | 2                         | 1                         | 0                         |
| Campeonato Mundial de Resistencia de la FIA LMP2      | 20                        | 16                        | 12                        | 10                        | 8                         | 6                         | 4                         | 2                         | 0                         | 0                         |
| Super GT Japonés                                      | 20                        | 16                        | 12                        | 10                        | 7                         | 5                         | 3                         | 2                         | 1                         | 0                         |
| Campeonato de Fórmula Regional Asiática               | 18                        | 14                        | 12                        | 10                        | 6                         | 4                         | 3                         | 2                         | 1                         | 0                         |
| Campeonato de Fórmula Regional de las Américas        | 18                        | 14                        | 12                        | 10                        | 6                         | 4                         | 3                         | 2                         | 1                         | 0                         |
| Campeonato de Fórmula Regional Japonesa               | 18                        | 14                        | 12                        | 10                        | 6                         | 4                         | 3                         | 2                         | 1                         | 0                         |
| WeatherTech SportsCar Championship (Excluyendo LMP3)  | 18                        | 14                        | 10                        | 8                         | 6                         | 4                         | 2                         | 1                         | 0                         | 0                         |
| Copa Mundial de Turismos                              | 15                        | 12                        | 10                        | 7                         | 5                         | 3                         | 2                         | 1                         | 0                         | 0                         |
| Deutsche Tourenwagen Masters                          | 15                        | 12                        | 10                        | 7                         | 5                         | 3                         | 2                         | 1                         | 0                         | 0                         |
| Supercars Championship                                | 15                        | 12                        | 10                        | 7                         | 5                         | 3                         | 2                         | 1                         | 0                         | 0                         |
| NASCAR Cup Series                                     | 15                        | 12                        | 10                        | 7                         | 5                         | 3                         | 2                         | 1                         | 0                         | 0                         |
| Indy NXT                                              | 15                        | 12                        | 10                        | 7                         | 5                         | 3                         | 2                         | 1                         | 0                         | 0                         |
| W Series                                              | 15                        | 12                        | 10                        | 7                         | 5                         | 3                         | 2                         | 1                         | 0                         | 0                         |
| Eurofórmula Open                                      | 15                        | 12                        | 10                        | 7                         | 5                         | 3                         | 2                         | 1                         | 0                         | 0                         |
| Super Fórmula Lights                                  | 15                        | 12                        | 10                        | 7                         | 5                         | 3                         | 2                         | 1                         | 0                         | 0                         |
| Campeonatos de Fórmula 4                              | 12                        | 10                        | 7                         | 5                         | 3                         | 2                         | 1                         | 0                         | 0                         | 0                         |
| Campeonato Mundial de Resistencia de la FIA LMGTE Pro | 12                        | 10                        | 7                         | 5                         | 3                         | 2                         | 1                         | 0                         | 0                         | 0                         |
| Asian Le Mans Series (Excluyendo LMP3)                | 10                        | 8                         | 6                         | 4                         | 2                         | 0                         | 0                         | 0                         | 0                         | 0                         |
| WeatherTech SportsCar Championship GTLM               | 10                        | 8                         | 6                         | 4                         | 2                         | 0                         | 0                         | 0                         | 0                         | 0                         |
| Campeonato Mundial de Resistencia de la FIA LMGTE Am  | 10                        | 8                         | 6                         | 4                         | 2                         | 0                         | 0                         | 0                         | 0                         | 0                         |
| Toyota Racing Series                                  | 10                        | 7                         | 5                         | 3                         | 1                         | 0                         | 0                         | 0                         | 0                         | 0                         |
| Campeonatos nacionales de Fórmula 3                   | 10                        | 7                         | 5                         | 3                         | 1                         | 0                         | 0                         | 0                         | 0                         | 0                         |
| Indy Pro 2000                                         | 10                        | 7                         | 5                         | 3                         | 1                         | 0                         | 0                         | 0                         | 0                         | 0                         |
| NASCAR Xfinity Series                                 | 10                        | 7                         | 5                         | 3                         | 1                         | 0                         | 0                         | 0                         | 0                         | 0                         |
| Campeonatos internacionales de GT3                    | 6                         | 4                         | 2                         | 0                         | 0                         | 0                         | 0                         | 0                         | 0                         | 0                         |
| FIA Karting World Championships Senior                | 4                         | 3                         | 2                         | 1                         | 0                         | 0                         | 0                         | 0                         | 0                         | 0                         |
| FIA Karting Continental Championships Senior          | 3                         | 2                         | 1                         | 0                         | 0                         | 0                         | 0                         | 0                         | 0                         | 0                         |
| FIA Karting World Championships Junior                | 3                         | 2                         | 1                         | 0                         | 0                         | 0                         | 0                         | 0                         | 0                         | 0                         |
| FIA Karting Continental Championships Junior          | 2                         | 1                         | 0                         | 0                         | 0                         | 0                         | 0                         | 0                         | 0                         | 0                         |

- A añadir 2 puntos extra por buen comportamiento.[5]

## Nacionalidad
La nacionalidad en las licencias de piloto son las mismas que las de un pasaporte de piloto. Por esto, un francés viviendo en Alemania corre con licencia alemana, pero la nacionalidad mostrada es la francesa. Para correr como alemán, necesitará la nacionalidad alemana. Los pilotos con ciudadanía múltiple, deberán elegir por quién correr.